# Puzhithivakkam
Puzhithivakkam è una suddivisione dell'India, classificata come town panchayat, di 29.086 abitanti, situata nel distretto di Kanchipuram, nello stato federato del Tamil Nadu. In base al numero di abitanti la città rientra nella classe III (da 20.000 a 49.999 persone).

## Geografia fisica
La città è situata a 12° 58' 35 N e 80° 11' 52 E.

## Società

### Evoluzione demografica
Al censimento del 2001 la popolazione di Puzhithivakkam assommava a 29.086 persone, delle quali 15.015 maschi e 14.071 femmine. I bambini di età inferiore o uguale ai sei anni assommavano a 2.587, dei quali 1.319 maschi e 1.268 femmine. Infine, coloro che erano in grado di saper almeno leggere e scrivere erano 24.758, dei quali 13.269 maschi e 11.489 femmine.